# Província de Kampong Cham
La província de Kampong Cham (khmer: ខេត្តកំពង់ចាម, IPA: kɑmpɔːŋ caːm; "port dels txamps") és una província (khaet) de Cambodja, situada a les terres baixes centrals del riu Mekong. Limita amb les províncies de Kampong Chhnang, a l'oest; Kampong Thom i Kratié, al nord; Tbong Khmum, a l'est; i Prey Veng i Kândal, al sud. Kampong Cham, oficialment, va ser dividida en dues províncies separades el 31 de desembre de 2013, en el que va ser interpretat com un moviment polític del partit governant. Tot el territori situat a l'oest del riu Mejong va seguir formant part de la província de Kampong Cham, mentre que l'àrea situada a l'est del riu va convertir-se en la província de Tbong Khmum. Abans d'aquesta divisió, Kampong Cham limitava a l'est amb la frontera internacional amb el Vietnam, era l'11a província més gran del país i tenia 1.680.694, essent la segona més poblada de l'estat khmer. La seva capital i principal ciutat és Kampong Cham.

## Etimologia
Kampong Cham vol dir, literalment, "Port dels txamps", en llengua khmer. Kampong vol dir "port", mentre que "Cham" fa referència al poble "txam", ètnia que habita la província. La paraula Kampong, en llengua txam, vol dir el mateix en altres llengües austranèsiques, com ara al malai i l'indonesi, volen dir en tots dos casos ""poblw".

## Administració
Kampong Cham està subdividida en 10 districtes (srok), els quals es divideixen, al seu torn, en comunes (khum), encara dividides en pobles (phum). Anteriorment, la província consistia en 16 districtes, però després de la petició del govern de Hun Sen, demanant que la província es dividís en dos, just després que el Partit Popular de Cambodja perdés la província en favor de l'oposició en les eleccions de juliol de 2013. El PPC va guanyar només vuit dels 18 escons a l'Assemblea Nacional a la província qu havia vist néixer al seu líder, Hun Sen. La petició, realitzada amb el pretext de millorar l'eficiència administrativa d'una província tant gran, va ser aprovada pel rei Sihamoni el 31 de desembre de 2013. Els 10 districtes que van mantenir-se a la província de Khampong Cham van votar, principalment, pel partit opositor de Sam Rainsy, mentre que dels altres sis restants, que havien format la nova província de Tbong Khmum, cinc havien votat principalment pel PPC.
- 0301 Batheay (បាធាយ)
- 0302 Chamkar Leu (ចំការលើ)
- 0303 Cheung Prey (ជើងព្រៃ)
- 0305 Krong Kampong Cham (ក្រុងកំពង់ចាម)
- 0306 Kampong Siem (កំពង់សៀម)
- 0307 Kang Meas (កងមាស)
- 0308 Kaoh Soutin (កោះសូទិន)
- 0313 Prey Chhor (ព្រៃឈរ)
- 0314 Srei Santhor (ស្រីសន្ធរ)
- 0315 Stueng Trang (ស្ទឹងត្រង់)

## Fills il·lustres
- Bun Rany, President de la Creu Roja Cambodjana
- Hang Thun Hak, antic primer ministre
- Hem Heng, diplomàtic
- Heng Samrin, portaveu de l'Assemblea Nacional
- Hun Manet, fill de Hun Sen
- Hun Neang, pare de Hun Sen
- Hun Sen, primer ministre
- In Tam, antic primer ministre
- Keng Vannsak, escriptor
- Kong Korm, senador
- Say Chhum, president del Senat
- Sim Var, antic primer ministre